# Rutilo Muñoz Zamora
Rutilo Muñoz Zamora (4 de junho de 1951) é bispo de Coatzacoalcos.
Rutilo Muñoz Zamora confirmou em 19 de março de 1977 o sacerdócio.
Papa João Paulo II o nomeou em 24 de setembro de 2002 como Bispo de Coatzacoalcos. Consagrado pelo Bispo de Veracruz, José Guadalupe Padilla Lozano, em 20 de novembro de seu décimo nono ano; Os co-consagradores foram Giuseppe Bertello, Núncio Apostólico no México, e Carlos Talavera Ramírez, Arcebispo de Coatzacoalcos.